# 星艺科技
星艺科技（シンイーかぎ）は、中国北京市にあるラブドールを製造・販売する企業である。同社のコンセプトは「魂を持つ人形を作り上げる」である。代表取締役社長は孙文秀である。日本では「XYCOLO DOLL（サイコロドール）」として知られている。2018年6月5日に設立。
2018年、シリコン製ドールをシリコンドールブランド「XYCOLO」を設立。高品質で低価格なシリコンドールの開発や販売を行なっている。XYCOLOのXYは「星艺（シンイー）」から来ている。
　
2021年4月29日に超ソフトシリコーンをコーティングし皮膚全体を4層構造化し、本物の人間のような感触を再現した「XYcolo Doll Pro」シリーズをより発売。